# Nesma Airlines
Nesma Airlines – egipska czarterowa linia lotnicza, wywodząca się z Arabii Saudyjskiej, z siedzibą w Kairze. Linie lotnicze pierwszy swój lot wykonały w lipcu 2010. Główna baza lotnicza przewoźnika znajduje się w porcie lotniczym Kairze.

## Flota
Według stanu na kwiecień 2025 flota Nesma Airlines składała się z 4 samolotów o średnim wieku 15,7 lat:
| Samolot         | Samolot | Samolot   | Liczba miejsc | Liczba miejsc | Uwagi |
| Model           | Aktywne | Zamówione | E             | Łącznie       | Uwagi |
| --------------- | ------- | --------- | ------------- | ------------- | ----- |
| Airbus A320-200 | 4       | -         | 180           | 180           |       |
| Łącznie         | 4       | 0         |               |               |       |